# Малая Медведица (приток Медведицы, притока Дона)
Малая Медведица — река, левый приток Медведицы, протекает по территории Новобурасского района Саратовской области России. Длина реки — 24 км, площадь водосборного бассейна — 198 км².

## Описание
Малая Медведица начинается к востоку от посёлка городского типа Новые Бурасы. Генеральным направлением течения реки является северо-запад. Севернее посёлка Меркуловский впадает в Медведицу на высоте 199 м над уровнем моря.

## Данные водного реестра
По данным государственного водного реестра России относится к Донскому бассейновому округу, водохозяйственный участок реки — Медведица от истока до впадения реки Терса, речной подбассейн реки — Дон между впадением Хопра и Северского Донца. Речной бассейн реки — Дон (российская часть бассейна).
Код объекта в государственном водном реестре — 05010300112107000007910.